# Capobrium pilosus
Capobrium pilosus är en skalbaggsart som beskrevs av Karl Adlbauer 2006. Capobrium pilosus ingår i släktet Capobrium och familjen långhorningar. Inga underarter finns listade.